# Aïagouz (rivière)
L’Aïagouz (en kazakh : Сарысу) est une rivière du Kazakhstan. Long de 800 km, il coule au Kazakhstan dans les oblys d'Almaty et d'oblys d'Abay et se jette dans le lac Balkhach. Il a donné son nom au district éponyme.

## Description
Le cours d’eau naît de la fonte des neiges du Tarbagataï. Il est utilisé pour l’irrigation et l’alimentation en eau de la ville d’Aïagouz, bien que ses eaux soient fortement minéralisées (teneur en sulfate de sodium comprise entre 1,6 et 2 grammes par litre).